# Hamilton (cognome)
Hamilton è un cognome inglese e scozzese.

## Etimologia
L'origine del cognome Hamilton viene fatta risalire ad un toponimo, che molte fonti individuano in Hamilton nel Leicestershire, in Inghilterra. Etimologicamente, è composto dagli elementi inglesi hamel ("storto", "deforme", "mutilato") e dun ("collina").
Persone con tale cognome si stabilirono nel XIII secolo nel Lanarkshire, in Scozia; la città di Hamilton, nel Lanarkshire Meridionale, prese il nome da tale famiglia prima del 1445
. Gli Hamilton moderni sono dunque discendenti dell'antica famiglia nobile, oppure presero il cognome dalla città scozzese.

## Persone
- Grace Latoya Hamilton, meglio nota come Spice, cantante giamaicana
- Lewis Hamilton, pilota automobilistico inglese
- William Rowan Hamilton, matematico irlandese
- Alexander Hamilton, uno dei padri fondatori dell'America